# Choristoneura albaniana
Choristoneura albaniana es una especie de polilla del género Choristoneura, tribu Archipini, subfamilia Tortricinae. Fue descrita científicamente por Walker en 1863.

## Distribución
Se distribuye por América del Norte: Canadá.